# バラード第1番 (ショパン)
バラード第1番（バラードだいいちばん）ト短調 作品23は、フレデリック・ショパンが作曲した最初のバラード（譚詩曲）で初期の代表作である。

## 概要
パリ滞在中の1831年から1835年に作曲、1836年に出版された。献呈者はシュトックハウゼン男爵。
シューマンはこの曲を「ショパンの曲で最も好きだ」と語っている。また「この曲は大変優れている。しかし、彼の作品の中では最も天才的・独創的なものというわけでもない」とも評している。後にショパンはシューマンに第2番を献呈したが、シューマンは第1番ほどには第2番を評価しなかった。なお、ショパンのバラードは作曲家の祖国であるポーランドの詩人、アダム・ミツキェヴィチの愛国的な詩に啓発されたといわれることもあるが、標題音楽のように詩と曲との関連を明確に見いだせる箇所は存在しない。

## 構成

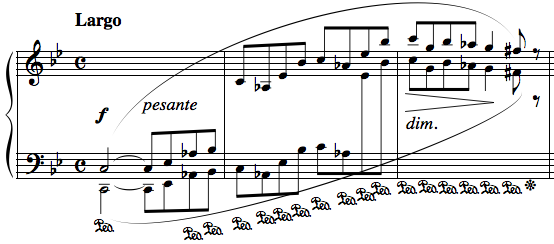
バラード第1番の冒頭部分

形式はソナタ形式の自由な変形。序奏・主題の拍子は4分の6拍子、コーダ部では2分の2拍子になる。
冒頭はラルゴ(自筆譜・フランス初版・イギリス初版。ドイツ初版はレント)の7小節からなるレチタティーヴォ風の序奏で始まる。初めに低音のC音がユニゾンで力強く鳴らされ、聴く者にハ長調の開始を疑わせるが、次いで装飾音を伴うC-Es-Asのアルペッジョで上行し、変イ長調の響きを印象付ける。しかしこの音形がFis音によって区切られると一転、最後は属七の和音が分散形で堂々と鳴らされてト短調の第1主題が導かれる。これにより導入はト短調のナポリの和音であることが分かる、というからくりになっている。
主部はソナタ形式らしく第1主題が提示された後、変ホ長調の第2主題がソット・ヴォーチェのppで現れて変奏・展開される。
第94小節から２回めの第1主題がイ短調で現れる。第102小節からのクレッシェンドを受け、第106小節のffの頂点に達すると、第2主題がイ長調で復帰する。右手のオクターブの音階がfffまで盛り上がった後、スケルツァンドの軽快なパッセージを経て、3度目の第1主題(ソナタ形式の再現部にあたる)が変ホ長調で現れる。2回目と同様に短縮された形をとり、クレッシェンドで盛り上がると(今回はさらにsemple cresc.、molto cresc.の指示がある)、そのまま第208小節から54小節のコーダ（Presto con fuoco）へと続く。第242小節では高速な半音階上昇から一気に下降する。第250-257小節の印象的なつなぎの後、最後は両手のオクターブの半音階進行がfffで下行し、劇的に締めくくられる。

## その他
ウジェーヌ・イザイによる、ヴァイオリンとピアノ用の編曲版がある。

## バラード第1番（ショパン）を使用した作品

### 映像作品
- 世紀末の詩 - 1998年に日本テレビ系で放送されたテレビドラマ。第6話「天才が愛した女」にて、登場人物である広田清美と野亜亘が会話するシーン等で使用されている。
- 戦場のピアニスト - 2002年に公開されたフランス・ドイツ・ポーランド・イギリスの合作映画。物語後半、主人公であるウワディスワフ・シュピルマンがドイツ軍将校ヴィルム・ホーゼンフェルトにピアノを弾くように命じられた際に演奏した曲として使用されている。
- 四月は君の嘘 - A-1 Pictures制作のテレビアニメ。最終回にて、主人公である有馬公生が演奏するシーンで使用されている。

### その他
- 椿姫 - ジョン・ノイマイヤーが振り付けしたバレエ作品。このバレエでは全編に渡ってショパンの作品が使われており、この曲は第3幕で主人公マルグリットと青年貴族アルマンが最後の逢瀬をするシーンで使用されている。
- フィギュアスケート （女子シングル）- 浅田真央選手が2010-2011シーズンのエキシビションに使用した。
- フィギュアスケート（男子シングル）-  羽生結弦選手は2014-2015、2015-2016、2017-2018のシーズン、2019-2020シーズンの途中（2020年四大陸選手権から）に、ショートプログラムに使用した。2015年に世界最高得点でのグランプリファイナル優勝の時と、2018年の平昌五輪で金メダルを獲得した時のプログラムで使用されたことにより、日本ではクラシックの枠を超えて知られる曲となった。